# Borovnice u Staré Paky
Borovnice (deutsch Groß Borowitz) ist eine Gemeinde in Tschechien. Sie liegt 12 Kilometer südlich von Vrchlabí und gehört zum Okres Trutnov.

## Geographie
Borovnice erstreckt sich im Tal des Baches Borecký potok im nordwestlichen Teil des Königreichwaldes. Nordwestlich erhebt sich die Čistecká hůra (586 m), im Südwesten der Jerusalém (520 m), im Nordosten der Krausův kopec (438 m) und westlich der Supí vrch (494 m). Südlich des Dorfes entspringt die Javorka. Durch den Ort führt die Eisenbahn zwischen Stará Paka und Jaroměř.
Nachbarorte sind Čistá u Horek und Dolní Kalná im Norden, Ždírnice im Nordosten, Borovnička im Osten, Klebš im Südosten, Staňkov, Lhota u Pecky, Lázně und Pecka im Süden, Stupná im Südwesten, Vidochov im Westen sowie Nedaříž und Horka u Staré Paky im Nordwesten.

## Geschichte
Die erste urkundliche Erwähnung des Dorfes erfolgte im Jahre 1382. Das Niederdorf war zur Herrschaft Pecka gehörig, während das Oberdorf nach Branná untertänig war.
Nach der Schlacht am Weißen Berg kaufte Albrecht von Waldstein das Dorf für 28.000 Gulden und gliederte es der Herrschaft Pecka an. Diese schenkte er dem von ihm gestifteten Kartäuserkloster Karthaus. Der Orden holte nach dem Dreißigjährigen Krieg deutsche Siedler zur Wiederbesiedlung der verödeten Dörfer ins Land. Nach der Aufhebung der Kartause durch die Josephinischen Reformen fiel Borovnice an den Religionsfonds, von dem es 1824 Ferdinand von Trautmansdorff kaufte.
Nach der Aufhebung der Patrimonialherrschaften bildete Velká Borovnice ab 1850 eine Gemeinde im Bezirk Jičín und ab 1900 im Bezirk Nová Paka.
1921 wurde der tschechische Name der Gemeinde in Borovnice geändert. 1930 lebten in Groß Borowitz 1181 Menschen. Nach dem Münchner Abkommen wurde der Bezirk Nová Paka aufgeteilt. Groß Borowitz gehörte zu den Dörfern mit deutschsprachiger Mehrheit und wurde dem Deutschen Reich angeschlossen. 1939 hatte das Dorf 1160 Einwohner. Zwischen 1939 und 1945 war der Ort dem Landkreis Hohenelbe zugeordnet. Nach dem Ende des Zweiten Weltkrieges kam Borovnice zum Okres Nová Paka zurück. Im Zuge der Gebietsreform wurde zum Beginn des Jahres 1961 der Okres Nová Paka aufgelöst und Borovnice in den Okres Trutnov eingegliedert. Zugleich wurde Borovnička eingemeindet. Zum Beginn des Jahres 1979 erfolgte die Eingemeindung nach Mostek. Seit 1990 bildet Borovnice wieder eine Gemeinde.
Das Tal des Borecký potok gilt als Fundstätte von versteinerten Farnen und Schachtelhalmen. Daneben wurden auf den Feldern auch Granate aufgefunden.

## Gemeindegliederung
Für die Gemeinde Borovnice sind keine Ortsteile ausgewiesen.

## Sehenswürdigkeiten
- Kirche St. Veit, erbaut 1720–1722

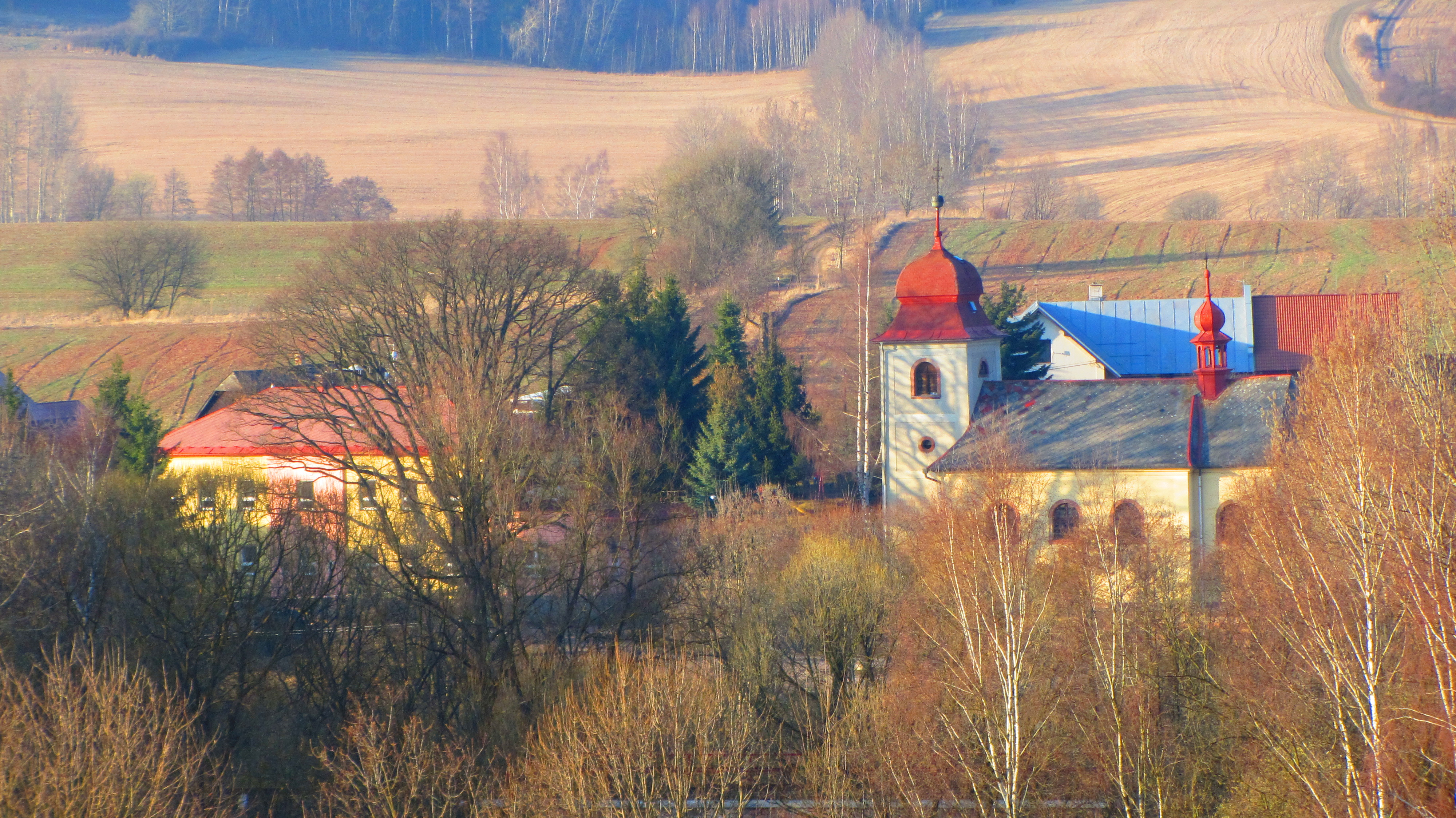
Kirche

- Kapelle Na Mýtě im Quellgrund der Zlatnice, westlich des Ortes
- Preußenkreuz
- Statue der Jungfrau Maria, an der Post
- Denkmal für die Haklův mlýn; die auf einem Hügel südlich des Dorfes gelegene Windmühle aus dem Jahre 1846 wurde 1968 abgetragen

## Persönlichkeiten
- Franz Xaver Endt (1891–1944), römisch-katholischer Geistlicher
- Franz Neumann (1935–2019), Politikwissenschaftler